# Роше (Франция)
Роше́ (фр. и окс. Rocher) — коммуна во Франции, находится в регионе Рона — Альпы. Департамент коммуны — Ардеш. Входит в состав кантона Ларжантьер. Округ коммуны — Ларжантьер.
Код INSEE коммуны — 07193.

## Население
Население коммуны на 2008 год составляло 275 человек.
| 1962 | 1968 | 1975 | 1982 | 1990 | 1999 | 2008 |
| ---- | ---- | ---- | ---- | ---- | ---- | ---- |
| 203  | 205  | 224  | 244  | 260  | 227  | 275  |

## Экономика
В 2007 году среди 108 человек в трудоспособном возрасте (15—64 лет) 63 были экономически активными, 45 — неактивными (показатель активности — 58,3 %, в 1999 году было 68,1 %). Из 63 активных работали 58 человек (35 мужчин и 23 женщины), безработных было 5 (2 мужчин и 3 женщины). Среди 45 неактивных 9 человек были учениками или студентами, 17 — пенсионерами, 19 были неактивными по другим причинам.